# Comendador sanjuanista
Un comendador hospitalario es un freire hospitalario generalmente un caballero, miembro de la Orden de San Juan de Jerusalén, responsable de una encomienda sanjuanista.

## Etimología
Originalmente, al encargado de un área perteneciente a esta orden hospitalaria se le llamaba, en latín, magister (“maestro") o preceptor. La palabra "preceptor", el que manda, el que guía pero también enseña, es, por tanto, un significado secundario de la palabra praeceptor, y el dominio se denominó preceptoria.
Fiel al uso de Lope de Vega, el lenguaje actual conservará el término de «comendador», el responsable de una «encomienda» (la palabra praeceptor, por lo tanto, se traduce por «comendador» y no por «preceptor»).

## Nombramiento de comandantes de hospitales.
El título XIV de los estatutos de la orden indica: «Ordenamos que las encomiendas y los bienes de la orden sean administrados por hermanos mayores, personas de mérito y probidad».
Los comendadores son elegidos por el superior de la orden, a veces, pero con menos frecuencia por un superior regional, prior o gran prior.
Los comendadores generalmente se eligen entre los caballeros, pero esto no es una regla. Las encomiendas también estaban reservadas a los capellanes conventuales e incluso a los sargentos de armas. 
En Inglaterra, de las treinta y cuatro encomiendas registradas en 1338, trece estaban encabezadas por un caballero, cuatro por un capellán y diecisiete por un sargento.
Tenemos también casos singulares de comendadoras (comendatrix) tanto de doña Mayor que, en 1189, figura en la documentación como comendadora en Leache («domna Maior, comendatrix in Liach»), o como el caso de Urraca Ruiz Cuesta que, en 1323, en cuyo epitafio se la menciona como «comendadora de la bailío de Burgos y Logroño». Aunque, al menos en el primer caso, como afirma la investigadora Julia Pavón Benito, «no cabe pensar en una comendadora en el sentido estricto del término» sino más bien en una figura notable por «la alcurnia de su linaje o su peso dentro de las redes sociales», que favoreció el asentamiento de la orden sanjuanista en diversos puntos de Navarra.
Originalmente los comendadores ejercían su responsabilidad por períodos cortos, podían ocupar numerosos cargos como Payo Rodríguez que tenía responsabilidad sobre siete encomiendas, incluida la de Portomarín, que tuvo dos veces. Hacia finales del siglo XIII, la duración se alargó o incluso se acumuló, la encomienda fue más una carga que una recompensa.

## Funciones
El comendador hospitalario no era propietario de la encomienda designada y la movilidad es la norma. A nivel local representaba al maestro, tenía una doble responsabilidad: dar cuenta de la gestión local, tenía autoridad disciplinaria sobre todas las personas que vivían en la encomienda, les aseguraba la subsistencia y la salvación espiritual.
Era responsable de mantener o incluso mejorar (mejoras) la propiedad que se le ha confiado. Cada encomienda debe pagar un tributo a la orden, los responsiones (alrededor de 15 % de los ingresos de la encomienda), el comendador debe, por tanto, esforzarse por obtener los mayores ingresos posibles. Como dice a grandes rasgos Alain Demurger, la Orden se organiza con un frente, o ante de gasto, la Orden en Tierra Santa o el convento en Oriente, y una retaguardia sostenedora, las encomiendas de Occidente.